# 1982 في مصر
فيما يلي قوائم الأحداث التي وقعت خلال عام 1982 في مصر.

## سياسة

### انتهاء فترة المنصب
- 2 يناير – حسني مبارك رئيس الوزراء المصري.

## أفلام
من الأفلام التي صدرت هذه السنة في مصر:
- 1 يناير – الغيرة القاتلة من إخراج عاطف الطيب.
- 1 يناير – حدوتة مصرية من إخراج يوسف شاهين.
- 1 يناير – حسن بيه الغلبان من إخراج هنري بركات.
- 1 يناير – دعوة خاصة جدا من إخراج عمر عبد العزيز.
- 1 يناير – على باب الوزير
- 1 يناير – مطاوع وبهية من إخراج صاحب حداد.
- 8 فبراير – غريب في بيتي من إخراج سمير سيف.
- 15 فبراير – أشياء ضد القانون من إخراج أحمد ياسين.
- 7 أغسطس – عصابة حمادة وتوتو
- 27 سبتمبر – العسكري شبراوي من إخراج هنري بركات.

## مواليد

### يناير
- 9 يناير – محمد صلاح مدرب ولاعب كرة قدم سابق.
- 27 يناير – مقتل خالد سعيد صيدلي مصري.

### فبراير
- 2 فبراير – أمنية فخري لاعبة خماسي حديث مصرية.
- 12 فبراير – محمود فتح الله لاعب كرة قدم مصري.[1]
- 17 فبراير – عمرو الصفتي لاعب كرة قدم مصري.

### مارس
- 17 مارس – هشام مصباح لاعب جودو مصري.
- 19 مارس – حسين علي لاعب كرة قدم مصري.[2]

### أبريل
- 12 أبريل – تامر بيومي لاعب تايكوندو مصري.

### مايو
- 1 مايو – دعاء موسى لاعبة تجديف أولمبية مصرية.[3]
- 30 مايو – كريم عادل عبد الفتاح لاعب كرة قدم مصري.[4]

### يونيو
- 9 يونيو – أحمد حسن فرج لاعب كرة قدم مصري.[5]
- 18 يونيو – أسامة حسني لاعب كرة قدم مصري.[6]
- 26 يونيو – رامي ربيع لاعب كرة قدم مصري.

### يوليو
- 21 يوليو هبة الدري ممثلة مصرية تعيش في الكويت
- 24 يوليو – منة شلبي ممثلة مصرية.

### أغسطس
- 1 أغسطس – إسلام الشهابي لاعب جودو مصري.
- 28 أغسطس – إيمان العاصي ممثلة مصرية.

### سبتمبر
- 15 سبتمبر – أحمد رؤوف لاعب كرة قدم مصري.[7]
- 15 سبتمبر – شريف عثمان
- 16 سبتمبر – عمر جمال لاعب كرة قدم مصري.[8]

### أكتوبر
- 9 أكتوبر – حسن الشافعي
- 25 أكتوبر – باسم صبري صحفي مصري.
- 28 أكتوبر – ميرهان حسين ممثلة مصرية.

## وفيات

### يناير
- 1 يناير – محمد حلمي (مواليد 1901)
- 30 يناير – رأفت الهجان (مواليد 1927) جاسوس مصري..

### مارس
- 5 مارس – صلاح نصر (مواليد 1920) سياسي مصري.

### أبريل
- 15 أبريل – خالد الإسلامبولي (مواليد 1955) عسكري مصري.[9]

### أكتوبر
- 17 أكتوبر – يوسف وهبي (مواليد 1898) أنور وجدي.